# Kompleksometria
Kompleksometria – dział analizy miareczkowej w którym oznacza się substancje w reakcji z czynnikami kompleksującymi. Jako pierwszy tę metodę analizy ilościowej wykorzystał Justus von Liebig w roku 1851, miareczkował on jony cyjankowe mianowanym roztworem azotanu srebra. Analizę wykorzystującą tworzenie kompleksów rozwinął Gerold Schwarzenbach odkrywając kompleksotwórcze właściwości kwasków aminopolikarboksylowych.
Analizę kompleksometryczną dzieli się ze względu na funkcyjność ligandów tj. niechelatowe (jednofunkcyjne) oraz chelatowe (wielofunkcyjne). W przypadku użycia czynnika chelatującego mówi się o miareczkowaniu chelatometrycznym. 
Przykładami oznaczeń za pomocą kompleksów jednofunkcyjnych są między innymi argentometryczne oznaczanie cyjanków czy merkurymetryczne oznaczanie chlorków a kompleksonometrycznych oznaczanie metali ciężkich za pomocą EDTA. 
Ważniejszą częścią analiz kompleksometrycznych są oznaczenia chelatometryczne a szczególnie kompleksonometria.

## Wskaźniki w analizie kompleksometrycznej
W przypadku oznaczeń niechelatowych wskaźnikiem końca miareczkowania może być zmętnienie roztworu czy reakcja z inną substancją - odpowiednio miareczkowanie cyjanków roztworem azotanu srebra i chlorków azotanem rtęci wobec nitroprusydku sodu. 
W analizie kompleksonometrycznej stosuje się związki organiczne tworzące kompleksy z oznaczanym metalem o trwałości mniejszej niż titrant(użycie wskaźnika o większej trwałości uniemożliwi zobaczenia końca miareczkowania). Przykładami takich związków są czerń eriochromowa T, kalces czy mureksyd.